# Deessa mare

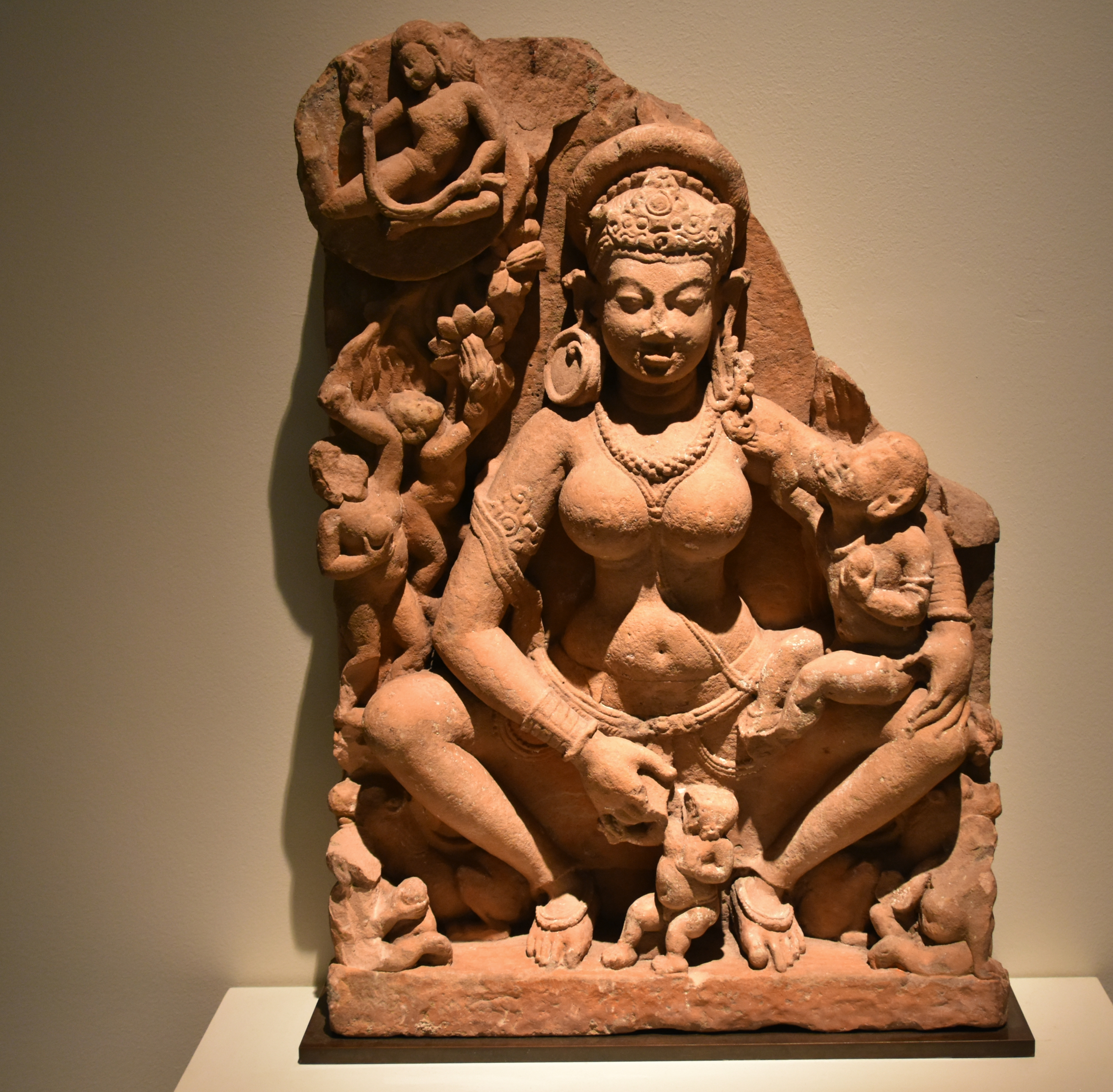
Escultura de la deessa mare de Madhya Pradesh o Rajasthan, Índia, segles VI-VII, al Museu Nacional de Corea, Seül

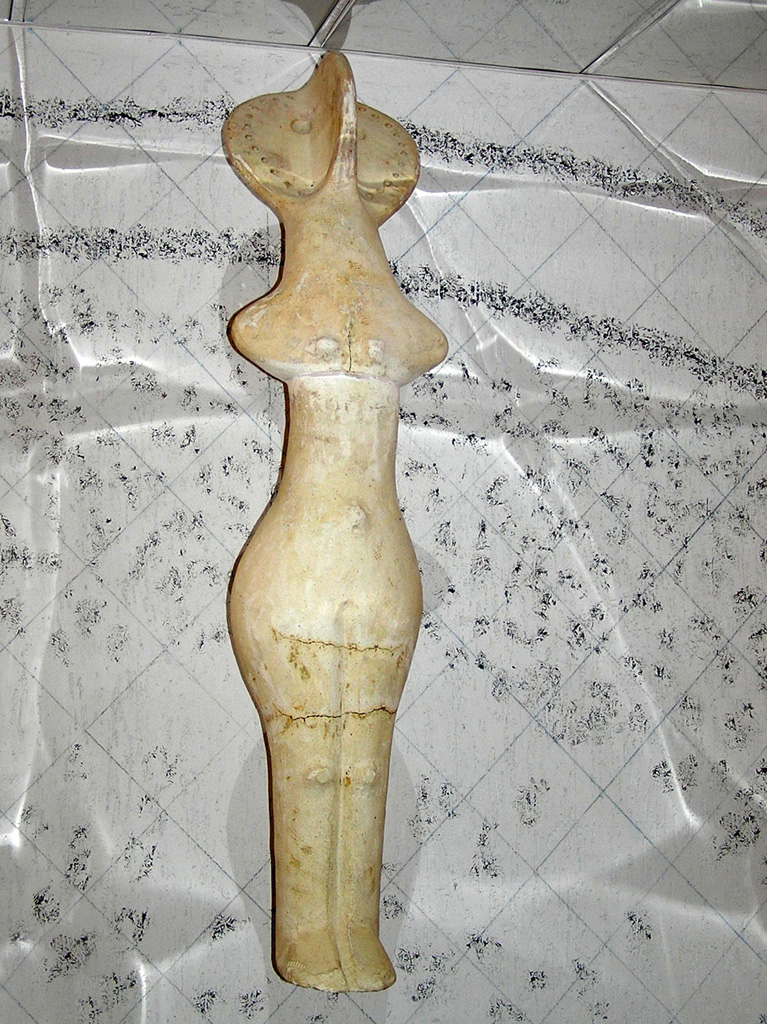
Una estatueta de la cultura de Cucuteni, cinquè mil·lenni aC

Una dea mare és una deessa important caracteritzada com a mare o progenitora, ja sigui com a encarnació de la maternitat i la fertilitat o complint el paper cosmològic d'una figura creadora i/o destructora, normalment associada a la Terra, el cel i/o la vida, que dona recompenses en una relació materna amb la humanitat o amb altres déus. Quan s'equipara en aquesta última funció amb la terra o el món natural, aquestes deesses de vegades es coneixen com la Mare Terra, deïtat en diverses religions animistes o panteistes.
La deessa de la terra és arquetípicament l'esposa o la contrapart femenina del Pare Cel, particularment en teologies derivades de l'esfera protoindoeuropea (és a dir, de Dheghom i Dyeus). En algunes cultures politeistes, com la religió de l'Antic Egipte que narra el mite de l'ou còsmic, el cel és vist com la Mare Celestial o Mare del Cel com a Nut i Hathor, i el déu de la terra és considerat com el masculí, patern i terrestre. parella, com en Osiris o Geb que va sortir de l'ou còsmic matern.
La dea mare és representada en les tradicions occidentals de moltes formes, des de les imatges tallades en pedra de Cíbele a la Dione (Dea) invocada en Dodona, juntament amb Zeus, fins a l'acabament de l'època clàssica. Entre els himnes homèrics (segles VII-VI aC), n'hi ha un dedicat a la dea mare anomenat «Himne a Gea, Mare de Tot». Els sumeris van escriure molts poemes eròtics sobre la dea mare Ninhursag.

## Controvèrsia

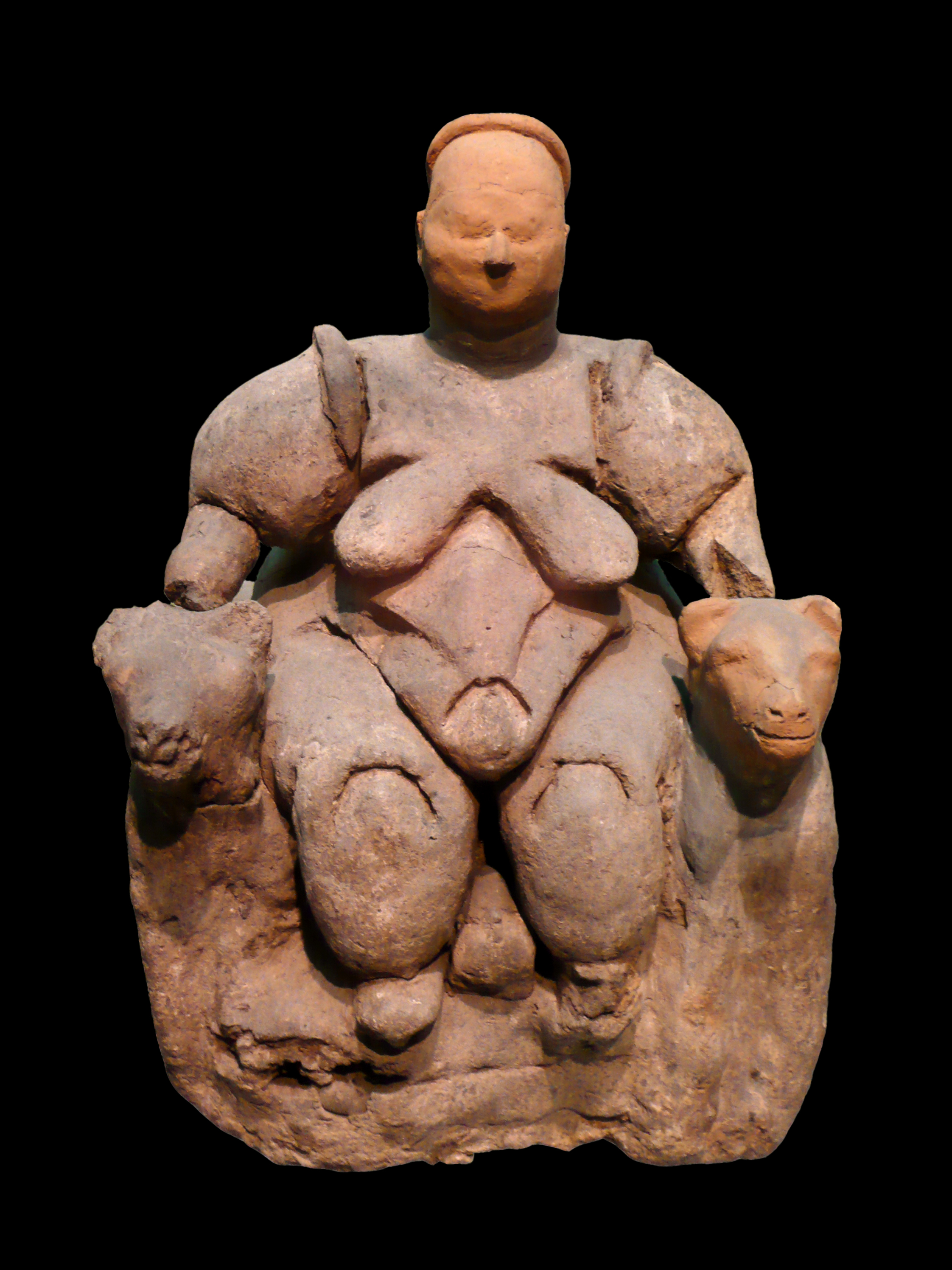
Dona asseguda de Çatalhöyük

Entre 1961 i 1965, James Mellaart va dirigir una sèrie d'excavacions a Çatalhöyük, al nord de les muntanyes Taurus, en una fèrtil regió agrícola de l'Anatòlia del Sud. Van ser sorprenents les nombroses estàtues trobades aquí, que Mellaart va suggerir que representaven una Gran deessa, que encapçalava el panteó d'una cultura essencialment matriarcal. Una figura femenina asseguda, flanquejada per allò que Mellaart descriu com a lleones, va ser trobada en un contenidor de gra; pot haver pensat protegir la collita i el gra. Considerava els llocs com a santuaris, especialment la Dona Asseguda de Çatalhöyük. També hi havia un gran nombre de figuretes sense sexe, que Mellaart considerava típiques d'una societat dominada per dones: l'èmfasi en el sexe en l'art està invariablement connectat amb l'impuls i el desig masculins. La idea que podria haver-hi un matriarcat i un culte a la deessa mare va ser abonada per l'arqueòloga Marija Gimbutas. Això va donar lloc a un culte modern a la Deessa Mare amb pelegrinatges anuals organitzats a Çatalhöyük.
Des de 1993, es van reprendre les excavacions, ara encapçalades per Ian Hodder amb Lynn Meskell com a cap del Projecte de Figurines de Stanford que va examinar les figuretes de Çatalhöyük. Aquest equip va arribar a conclusions diferents de les de Gimbutas i Mellaart. Només algunes de les figuretes van ser identificades com a femenines i aquestes figuretes no es van trobar tant en espais sagrats, sinó que semblaven haver estat rebutjades a l'atzar, de vegades a munts d'escombraries. Això va fer que un culte a la deessa mare en aquest lloc fos poc probable.
Per exemple, la publicació de Meskell et al. (2008) de dades detallades sobre les figuretes del lloc han transformat la nostra comprensió d’aquests objectes. En treballs i escriptura molt anteriors, aquests objectes estudiats per Mellaart eren considerats representatius i religiosos, relacionats amb un culte a la deessa mare. El treball de l’equip ha relativitzat aquesta interpretació. De fet, quan es quantifiquen correctament, poques de les figuretes són clarament femenines. A més, l'examen del seu context de deposició demostra que els objectes no es troben en llocs "especials", sinó que estan en abocadors d'escombraries o d'objectes descartats. Un estudi de les figuretes de Chris Doherty ha demostrat que són locals. Moltes han sobreviscut només perquè es van cremar accidentalment a focs i incendis. Així, totes les proves suggereixen que aquests objectes no es trobaven en una esfera religiosa separada. Més aviat, va ser el procés de la seva producció diària, no la seva contemplació com a símbols religiosos, que era important. Van donar sentit, en l'àmbit quotidià, de baixa intensitat, a les subjectivitats i al món social que van ajudar a imaginar.

## Religions africanes
En la mitologia egípcia, la deessa del cel Nut és de vegades anomenada "Mare" perquè va donar a llum estrelles i déu Sol. Es pensava que Nut atraïa els morts al seu cel ple d'estrelles i els refrescava amb menjar i vi.
A la religió Kongo, la Mare del Cel, Nzambici, era la contrapart femenina del Pare del Cel i déu solar, Nzambi Mpungu. Originalment, eren vistos com un esperit amb una meitat mascle i l'altra meitat femella. Després de la introducció del cristianisme a l'Àfrica Central, la descripció de Nzambi va canviar a Déu Creador i Nzambici a la seva dona, "Déu l'essència, el déu a la terra, la gran princesa, la mare de tots els animals i el misteri de la Terra."

## Hinduisme

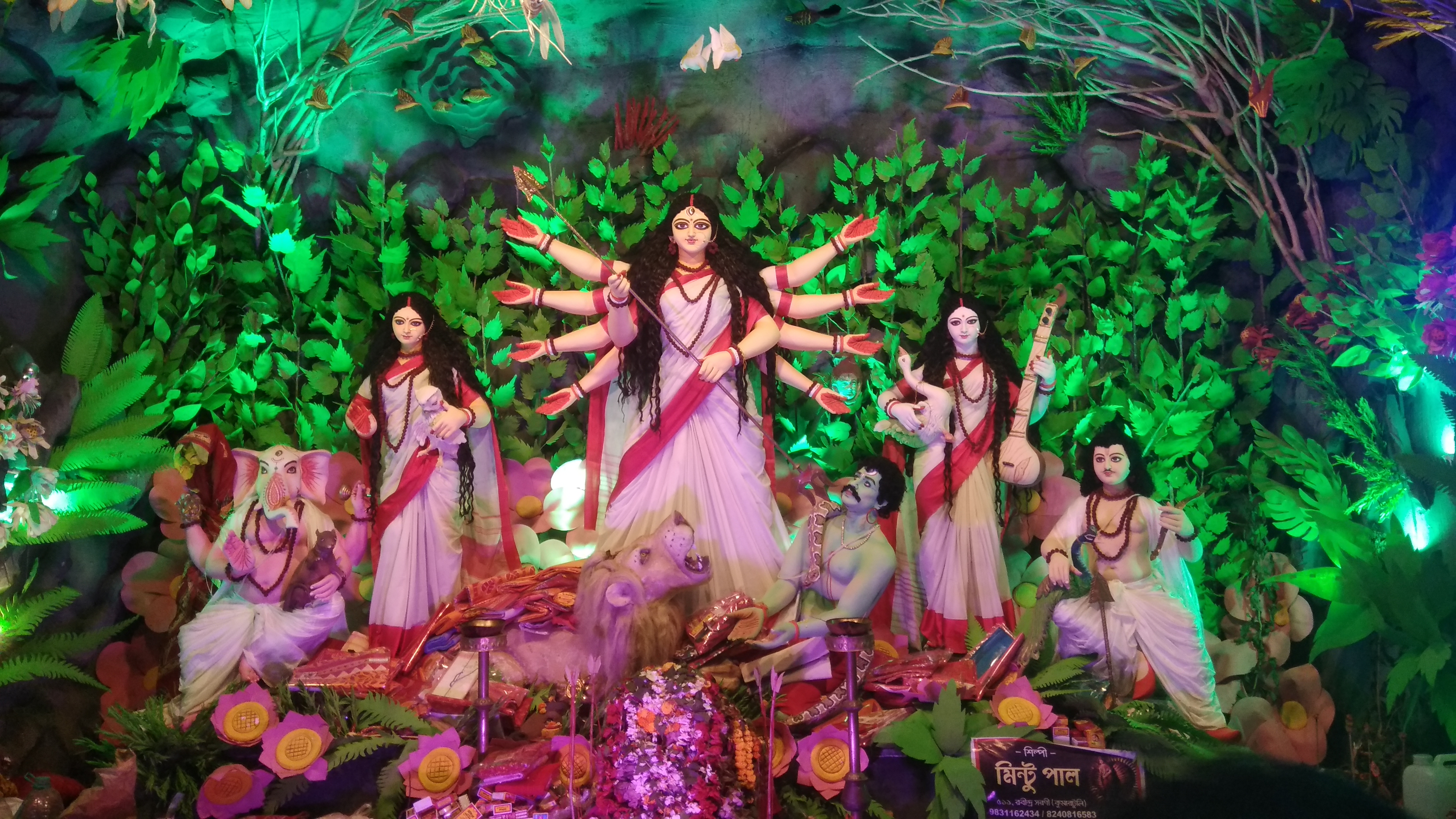
Deessa hindú Durga

En l'hinduisme, Saraswati, Lakshmi, Radha, Parvati, Durga i altres deesses representen tant l'aspecte femení com la shakti (poder) de l'ésser suprem conegut com el Brahman. La deessa mare divina es manifesta en diverses formes, representant la força creativa universal. Es converteix en la Mare Natura (Mula Prakriti), que dona a llum totes les formes de vida i les nodreix a través del seu cos. En última instància, torna a absorbir totes les formes de vida en ella mateixa, o les "devora" per mantenir-se com el poder de la mort alimentant-se de la vida per produir una nova vida. També dona lloc a Maya (el món il·lusori) i a la prakriti, la força que galvanitza el fonament diví de l'existència en autoprojecció com el cosmos.
La secta Shakti està fortament associada amb Samkhya i les filosofies tantra hindús i, en definitiva, és monista. L'energia creativa, conservadora i destructiva femenina primordial, Shakti, es considera la força motriu darrere de tota acció i existència en el cosmos fenomenal. El cosmos mateix és puruixa, la realitat immutable, infinita, immanent i transcendent que és el fonament diví de tot ésser, l'"ànima del món". Aquest potencial masculí s'actualitza amb el dinamisme femení, encarnat en multitud de deesses que, en última instància, són totes manifestacions de l'única gran mare. Shakti, ella mateixa, pot alliberar l'individu dels dimonis de l'ego, la ignorància i el desig que lliguen l'ànima en maya (il·lusió). Els practicants de la tradició tàntrica se centren en Shakti per alliberar-se del cicle del karma.
El culte a la deïtat mare es remunta a la cultura vèdica primitiva. El Rigveda anomena el poder femení diví Mahimata (RV 1.164.33) que significa "gran mare" o "mare terra".

## Cristianisme
Tot i que no existeix cap deessa mare al cristianisme, tant l'Església catòlica com l'església ortodoxa veneren la Mare de Déu com a Mare de Déu, una interpretació de Theotokos i Deipara des del Concili ecumènic d'Efes l'any 431 dC, i ignoren les objeccions protestants a la devoció mariana. És considerada com la "Nostra Mare", la Santíssima Mare o la Santa Mare que va donar a llum a Jesucrist, ja que els cristians es refereixen a si mateixos com a "germans i germanes en Crist". Hi ha un Pater Noster però cap Mater Nostra equivalent, tot i que l'Ave Maria i el Sub Tuum Praesidium han estat formes populars de pregària i lloança a la Verge Maria durant molts segles. Alguns poden percebre un paral·lelisme en anomenar a Maria "La nostra mare" i el Totpoderós Jahvè com "El nostre Pare". En contrast amb la noció pagana d'una deessa de la fertilitat, Maria és alhora la Verge perpètua i la Mare de Déu al mateix temps, no es considera la "Mare celestial" en referència a Déu Pare o al "Pare celestial" com a ella consort. Mai s'ha parlat de Santa Maria com una deessa en els relats de l'Evangeli de l'Anunciació, les Noces de Canà o el Magnificat. Des de l'època apostòlica l'església ha cregut que Maria va entrar viva al cel després de la seva mort i la posterior resurrecció, coneguda com l'Assumpció a l'oest i la Dormició a l'est. Com a santa principal, alguns cristians creuen que continua intervenint de manera sobrenatural al món a través d'aparicions marianes (Nostra Senyora de Velankanni), santuaris marians (Verge de Fàtima) i devocions marianes (Nostra Senyora del Rosari). Segons les branques d'estudi de la mariologia i l'escolàstica, tot i que Maria és venerada com la santa principal, encara és una criatura i mai no es veu com una igual del Déu Tri que és el Creador.
A l'Aràbia preislàmica, els col·líridis eren una denominació cristiana poc ortodoxa que, segons es diu, adorava la Verge Maria fent-li sacrificis en massa. Els cristians antics consideraven els col·líridis com a heretges, sostenint que només s'havia d'honrar a Maria i no ser adorada com l'home-déu del cristianisme.
En el moviment dels Sants dels Últims Dies, coneguts com els mormons, que s'autoanomenen cristians, creuen en una Mare Celestial com a esposa de Déu Pare. La teologia varia, però, segons la denominació dels Sants dels Últims Dies. Alguns creuen en múltiples Mares Celestials casades amb un Pare Celestial en una relació poligínia.

## Debat sobre el matriarcat prehistòric
Hi ha diferència d'opinió entre la concepció acadèmica i la popular del terme deessa mare. La visió popular està impulsada principalment pel moviment de les Deessa i diu que les societats primitives inicialment eren matriarcals, adoraven una deessa terra sobirana, nodridora i maternal. Això es basava en les idees del segle XIX sobre l'evolució unilineal de Johann Jakob Bachofen. Segons la visió acadèmica, però, tant les teories de Bachofen com les de les deesses modernes són una projecció de les visions del món contemporànies sobre els mites antics, en lloc d'intentar entendre la mentalitat d'aquella època. Sovint això va acompanyat d'un desig d'una civilització perduda d'una època passada que hauria estat justa, pacífica i sàvia. Tanmateix, és molt poc probable que una civilització així hagi existit mai.
Durant molt de temps, les autores feministes van afirmar que aquestes societats agràries pacífiques i matriarcals eren exterminades o sotmeses per tribus guerreres nòmades i patriarcals. Una contribució important en aquesta qüestió va ser la de l'arqueòloga Marija Gimbutas. La seva feina en aquest camp ha estat qüestionada. Entre les arqueòlogues feministes, aquesta visió també es considera avui dia molt controvertida.
Des dels anys 60, sobretot en la cultura popular, el suposat culte a la deessa mare i la posició social que suposadament assumien les dones en les societats prehistòriques, estaven vinculats. Això va fer que el debat fos polític. Segons el moviment de la deessa, la societat actual dominada per homes hauria de tornar al matriarcat igualitari d'èpoques anteriors, entenent que un matriarcat tampoc és una societat igualitària, sinó que és una societat dominada per dones. El fet que aquesta forma de societat hagi existit alguna vegada va ser recolzat per moltes figuretes que es van trobar.
En els cercles acadèmics, aquest matriarcat prehistòric es considera poc probable. En primer lloc, adorar una deessa mare no vol dir necessàriament que les dones governessin la societat. A més, les figuretes també poden retratar dones o deesses corrents, i no és clar si realment hi va haver una deessa mare.

## Llista de deesses mare

### Àfrica

#### Egipte
- Hathor
- Isis
- Mut
- Nut

#### Guanche
- Chaxiraxi

#### Àfrica subsahariana
- Asase Yaa
- Nana Buluku
- Mami Wata
- Yemayà

### Àsia central i oriental

#### Xina
- Doumu
- Guanyin
- Mazu
- Nüwa[32]
- Xiwangmu

#### Japó
- Izanami

#### Korea
- Samsin Halmeoni

#### Turquia
- Umai

### Àsia occidental

#### Anatòlia
- Anahit
- Cíbele
- Ḫannaḫanna
- Leto
- Nane

#### Mesopotàmia
- Aixera
- Bau
- Gatumdu
- Kishar
- Lisin
- Nunbarsegunu

#### Semites
- Al·lat
- Aixera
- Tanit

### Àsia del Sud

#### Budisme
- Prajñāpāramitā Devī

#### Hinduisme
- Bharat Mata
- Durga
- Kali
- Kamakhya
- Karumariamman
- Khodiyar
- Lakxmi
- Mariamman
- Maisamma
- Matrikas
- Pàrvati
- Radha
- Rukmini
- Xacti
- Sita

#### Jainisme
- Ambika

#### Meitei
- Leimarel Sidabi
- Loktak Ima
- Yumjao Leima

### Sud-est asiàtic

#### Vietnam
- Mẫu Thượng Thiên
- Mẫu Thượng Ngàn
- Mẫu Thoải
- Mẫu Địa
- Thiên Y A Na

#### Sundan
- Sunan Ambu

### Europa

#### Albània
- Dheu
- Nëna e Diellit

#### Baltic
- Mahte

#### Celtes
- Aveta
- Dana
- Dea Matrona
- Dôn
- Ernmas
- Mór Muman

#### Alemanya
- Frigg

#### Grècia
- Demèter
- Gea
- Rea

#### Roman
- Ceres
- Tel·lus

#### Eslaus
- Mat Zemlya
- Mokosh
- Siwa

### Oceania

#### Aborígens Australians
- Eingana
- Kunapipi

#### Polinèsia
- Atua-anua
- Ika-Roa
- Varima-te-takere

### Amèrica

#### Asteques
- Coatlicue
- Cihuacoatll
- Toci

#### Xamacocos
- Eschetewuarha

#### Inca
- Mama Quilla
- Mama Ocllo
- Pacha Mama

#### Muisca
- Bachué

#### Taïnos
- Atabey

### Religions modernes

#### Mormonisme
- Mare Celestial

#### Thelema
- Babalon
- Nuit

#### Neopaganisme
- Triple Deessa